# Политическая машина
Полити́ческая маши́на (англ. political machine) — тип политической организации, характерный для больших городов США в индустриальную эпоху. Система постоянно действующих машин, независимых друг от друга и от федеральной власти, была промежуточной стадией эволюции США на пути от патриархальной республики XVIII века к демократии эпохи модерна.
Крупнейшие, наиболее успешные политические машины США развились снизу вверх внутри городских ирландских сообществ на платформе Демократической партии. Машины, управляемые единоличными лидерами (боссами, англ. boss), были способны мобилизовывать достаточное количество лояльных избирателей, чтобы систематически выигрывать местные выборы и десятилетиями сохранять политический и административный контроль над своими территориями (городскими районами, городами, округами или штатами). Машины адресно поддерживали своих избирателей, прежде всего городскую бедноту, перераспределяя в их пользу общественные ресурсы. Аппараты машин, спаянные жёсткой дисциплиной и денежными интересами участников, пронизывали все уровни управления. Боссы машин были неформальными (а иногда и формальными) политическими главами своих территорий. Режим, при котором боссы единолично назначали кандидатов на выборные должности и чиновников исполнительной власти, получил имя босси́зм (англ. bossism).
Развитие политических машин прошло четыре этапа. Классические машины первого поколения (1840—1896) возникли в середине XIX века, достигли расцвета в «позолоченный век» и утратили власть в 1890-е годы, уступив политикам-прогрессивистам. В эру прогрессивизма (1896—1928) к власти пришли машины второго поколения. В период Великой депрессии, Второй мировой войны и первых послевоенных лет (1929—1950) большинство из них ослабли и утратили влияние, однако в Чикаго и Питтсбурге сложились устойчивые и долговечные машины нового, третьего типа. Эти машины успешно мобилизовали голоса городского среднего класса, но не сумели привлечь афроамериканцев и латиноамериканцев, и к концу четвёртого, заключительного этапа (1950—1985) сошли со сцены. Маши́нная поли́тика (англ. machine politics) — политическая деятельность, построенная на непосредственном взаимовыгодном обмене между выборными должностными лицами и их избирателями — продолжает действовать и после отмирания политических машин.

## Политические машины и машинная политика
Понятия политической машины и машинной политики в живом языке США взаимозаменяемы; в политологии они имеют связанные, но различные смыслы:
- Политическая машина — действующая в составе политической партии организация, способная, подобно машине, год от года выигрывать выборы — что позволяет ей достаточно долго оставаться у власти[7], или по определению «Британники», — «партийная организация, возглавляемая единоличным боссом или узким правящим кругом, и контролирующая достаточно голосов для сохранения политического и административного контроля над городом, округом или штатом»[8]. Машины контролируют конкретных избирателей через распределение адресных, персональных благ — рабочих мест, пособий, контрактов; нелояльность карается увольнением, расторжением контракта, отзывом лицензии[9]. Большинство машин в истории США действовали под знаменем Демократической партии, но не имели чёткой идеологической платформы[7], и принципиально не желали занимать определённые позиции по спорным вопросам национальной политики[9]. В формулировке В. Я. Гельмана, восходящей к работам Эдварда Банфилда и Стивена Эри, партийность не упоминается вовсе: «политическая машина — коммерческая организация, основанная влиятельными местными группировками для ведения бизнеса особого рода — удержания власти в условиях конкурентных выборов с целью сохранения контроля над местной политикой, властными структурами и над волеизъявлением масс избирателей»[10].
- Машинная политика в широком смысле слова — любая политическая деятельность, в ходе которой происходит взаимовыгодный обмен между представителями власти и поддерживающими её группами населения[7]. Деятельность политической машины, за редкими исключениями, основывается на машинной политике, но машинная политика может проводиться и без создания политической машины[7]. В США начала XXI века машины давно ушли в прошлое, но машинная политика процветает[9]. Существуют и более узкие определения, например, по Уильяму Сэфайру «машинная политика — выборная и законодательная деятельность, основанная на использовании ресурсов организации, созданной в политических целях»[11]. В изложении Дари Силвестер главная особенность машинной политики — «негласный контроль над местным самоуправлением, как правило осуществляемый через сеть отделений в городских районах»(англ. ward-based control)[12].

## Происхождение и эволюция понятий
Словосочетания «политическая машина», «машинная политика» и восходящее к нидерл. baas («хозяин») нью-йоркское просторечие «босс» вошли в язык американских политиков и журналистов после гражданской войны. С 1870-х до начала 1920-х годов, в эпоху противостояния политических машин и реформаторов-прогрессивистов, эти выражения употреблялись исключительно недругами машин. Неразборчивые журналисты охотно применяли их в отношении любых политиков и политических группировок, добившихся успеха на выборах. Хлёсткие ярлыки в заголовках увеличивали тиражи газет и помогали начинающим политикам-реформаторам.
Пресса сформировала в обществе упрощённый, однозначно отрицательный стереотип машины, якобы всесильной и всегда коррумпированной, а художественная литература («Последнее ура» Эдвина О’Коннора, 1956) и кинематограф («Мистер Смит едет в Вашингтон» Фрэнка Капры, 1939) закрепили стереотип в массовом сознании: в США XX и XXI веков «боссизм» и «машинная политика» — резко отрицательные, уничижительные ярлыки. Демонизированные прессой и кинематографом машины и их боссы стали расхожим мемом национальной мифологии американцев, который лишь отчасти отражает (и не столько разъясняет, сколько искажает) исторические факты. Невольно помогли этому и добросовестные историки и социологи, начиная с Джеймса Брайса: опираясь на историю Нью-Йорка, они ошибочно обобщили нью-йоркский опыт на всю страну. В действительности каждый город развивался особенным путём, и лишь немногие из политических машин более или менее точно воспроизводили нью-йоркский образец.
Политические машины США — тема, подробно разработанная историками и социологами; её изучение прошло, как минимум, три этапа. Учёные начала XX века, как правило, выступали на стороне реформаторов и осуждали машины за коррупцию и неэффективность. После Второй мировой войны, по мере угасания машин, эта трактовка была подвергнута ревизии. Историки и социологи отмечали положительную роль машин в социальной поддержке иммигрантов и развитии городской инфраструктуры, и отчасти реабилитировали боссов прошлого. В конце XX века, когда главным предметом исторических исследований стали судьбы расовых и национальных меньшинств США, в трудах историков вновь возобладали критические, отрицательные оценки машин.
Исторически, понятие машинной политики применялось исключительно в отношении больших городов США; в современной американской политологии оно считается универсальным, общемировым. Оно применяется в отношении зарубежных клиентелистских партий и движений: территориальных структур японских политических партий, режима перонизма и Хустисиалистской партии в Аргентине, Институционно-революционной партии в Мексике, «Демократического действия» в Венесуэле и так далее. В отличие от городских машин США, латиноамериканские машинные партии действуют на национальном уровне; на уровне городов и регионов могут действовать сильные местные «боссы» — касики. В США, напротив, основой политического устройства являются не национальные, а местные партийные структуры.

## Возникновение и расцвет (1840—1896)

### Предшественники
Первый, недолговечный, прообраз политической машины был создан в самом конце XVIII века Аароном Бёрром. Бёрр, популист и вожак основанного в 1789 году нью-йоркского политического клуба Таммани-холл, привлекал сторонников снижением избирательного ценза; его консервативные противники во главе с Александром Гамильтоном считали, что выборы власти — право узкого круга землевладельцев. Несмотря на расширение электората, в 1804 году Бёрр с разгромным счётом проиграл на выборах губернатора штата Нью-Йорк; после дуэли с Гамильтоном и обвинений в государственной измене он навсегда оставил политическую деятельность.
Зачатки полноценных, постоянно действующих машин возникли позже — в 1820-е годы, в рамках джексоновской политической системы. Таммани-холл, поддержавший Джексона на президентских выборах, стал крупным политическим игроком; в столице штата приобрёл влияние политический клуб Мартина Ван Бюрена «Регентство Олбани». С течением временем «Регентство» развилось в успешную политическую машину; в 1837 году Ван Бюрен были избран президентом США. По мнению Теодора Рузвельта Ван Бюрен, не будучи лично достойным президентского кресла, занял его исключительно благодаря машинной политике.

### Предпосылки успеха
Расцвет машин начался уже после гражданской войны, в рамках третьей партийной системы. Классическое функционалистское объяснение этого явления сформулировал в 1949 году Роберт Мертон. В теории Мертона предпосылками успеха машин стали массовая иммиграция в США, индустриализация и интенсивный рост промышленных городов. За пятьдесят лет, с 1820 по 1870 год, население Нью-Йорка выросло на 800 тысяч человек; в 1870 году половину его составляли иммигранты из Ирландии и германских государств. Город был не готов к взрывному росту, традиционная система управления им не успевала реагировать на изменения. В Нью-Йорке сложились запущенные, перенаселённые, лишённые элементарных бытовых удобств бедняцкие гетто; плотность населения в таких районах превысила не только худшие европейские показатели, но и плотность населения Бомбея. Те же процессы, в меньшем масштабе, шли во всех крупных городах страны. Решить их проблемы в рамках конституционной власти было невозможно: разделение властей, призванное предотвратить усиление авторитарных лидеров, не позволяло оперативно реагировать на запросы индустриального общества. В среде городской бедноты возник спрос на новую силу, способную сделать то, что не могли сделать муниципалитеты — такой силой и стали боссы политических машин. Машины, писал Мертон, эффективно восполнили вакуум власти в той области, где власть государства была неэффективна. В мертоновской гипотезе государство исполняло явные, а машины — латентные, тайные, но столь же необходимые обществу функции. Массовая потребность в них и обусловила жизнеспособность института машин. Политик-реформатор мог победить машину на выборах, но не мог предоставить избирателям услуги, которые обычно оказывала машина; рано или поздно машина подобно фениксу возрождалась и вновь захватывала власть.
В американской социологии бытуют и альтернативные, конкурирующие гипотезы происхождения машин. «Массовые» гипотезы увязывают его с укладом жизни и системой ценностей ирландцев. В гипотезе Эдварда Банфилда и Джеймса Уилсона, в XIX веке в США произошёл конфликт между иммигрантами, искавшими личных выгод, и нативистской этикой, ставившей на первое место общественное благо. Общество «старых» американцев отторгло носителей чуждой ему этики, а машины сумели завоевать массы отверженных. В гипотезе Дэниэла Мойнихэна машины XIX века воспроизвели устройство ирландской деревни. Ирландцы, писал Мойнихэн, традиционно протипоставляли себя государственной власти, и полагались не на закон, а на неформальные личные связи. «Гипотеза элит» Мартина Шефтера рассматривает успешную политическую машину как творение единственного человека — её босса.

### Экономическая основа
Боссы XIX века были не столько диктаторами, сколько посредниками: их влияние опиралось на авторитет в решении проблем и урегулировании конфликтов. Боссы предоставляли недавним иммигрантам работу и пособия, помогали с натурализацией и регулировали квартплату. Боссы благоустраивали рабочие кварталы, лоббировали крупные строительные проекты и привлекали в город инвестиции, создававшие тысячи новых рабочих мест. Управляемые боссами аппараты — собственно политические машины, — стали параллельными органами муниципальной власти, куда обращались со своими нуждами и бедняки, и предприниматели, и начинающие политики, и главари преступного мира. В отличие от бездушных государственных агентств, машины действовали быстро, эффективно и тактично по отношению к просителям. Бедняки платили боссам своими голосами на выборах, а состоятельные люди расплачивались деньгами, контрактами и властными ресурсами. Скупленные задёшево голоса приносили боссу власть — его главный актив, который затем выгодно перепродавался.
Машины получали доход от трёх главных источников: продажа должностей и «партийные взносы» с подчинённых, откаты с поставщиков, и вознаграждения за политические услуги . Часть поступлений тратилась на поддержку избирателей, часть — на содержание аппарата и предвыборные кампании, а часть присваивали сами боссы. Классический пример коррупционной машины XIX века — нью-йоркский Таммани-холл времён босса Твида. Ставка откатов при Твиде, начавшись со «скромных» 15 %, к концу его правления достигла 65 %. За пять лет во власти (1865—1871 годы) босс и его подручные присвоили, по различным оценкам, от 75 до 200 миллионов долларов городских средств. К 1871 году махинации Твида поставили городской бюджет на грань банкротства, что угрожало обвалом экономике всей страны. Крупный бизнес отказал боссу в доверии и прекратил уплачивать городские налоги, а затем в конфликт вступили судебные власти. Твид был арестован, осуждён и прожил остаток жизни в долговой тюрьме. Твид вошёл в историю размахом неприкрытого воровства, и надолго стал олицетворением зла, но он не был стереотипным всесильным боссом. Он не был ирландцем, и он не правил единолично, но лишь возглавлял правящую клику (так называемый «кружок Твида», англ. Tweed Ring). Поколение действительно всесильных боссов-ирландцев пришло к власти позже, в 1880-е годы.

### Распространение
| Периодизация политической истории городов США по Роберту Далю                                                                                  | Периодизация политической истории городов США по Роберту Далю                                                              |
| --- | --- |
| | |
| Этапы эволюции политических машин по Стивену Эри                                                                                               | |
| | |
| Восемь крупнейших «машинных» городов США. Сравнительная хронология                                                                             | |
| | |
| Борьба ирландской машины за первенство внутри правящей Демократической партии Сильная власть ирландской машины Слабая власть ирландской машины | Сильная власть машины янки или лейбористов Слабая власть машины янки Слабая власть Таммани-холл под управлением итальянцев |

К 1890 году машины контролировали десять из двадцати крупнейших городов США. Машины Демократической партии управляли Нью-Йорком (в то время — в границах Манхэттена), Бруклином (в то время — самостоятельным городом), Джерси-Сити, Сан-Франциско и Олбани. Машины республиканцев управляли Буффало, Питтсбургом, Филадельфией и Цинциннати; машина Эдварда Батлера в Сент-Луисе формально принадлежала Демократической партии, а фактически работала на республиканцев. Причины, по которым в одних городах сложились мощные машины, а в других (например, в Бостоне) они не достигли власти или не возникли вообще, достоверно не известны. По мнению Стивена Эри, главной составляющей успеха были политические союзы молодых боссов с губернаторами штатов и федеральными властями, которые и поддерживали машину в критический период её становления.
Платформа Демократической партии, апеллировавшая к интересам городской бедноты, подошла для перенаселённых городом наилучшим образом и позволила боссам-демократам не только захватить контроль над машинами, но и удерживать его многие десятилетия. Демократы контролировали Нью-Йорк с 1874 по 1933 год, Джерси-Сити с 1917 по 1949 год, Чикаго с 1931 по 1983 год. Избиратели демократов голосовали не за абстрактную идею, а за осязаемые материальные выгоды — рабочие места, пособия, дешёвую квартплату и доступные услуги. Республиканцы — сторонники низких налогов, ориентированные на избирателей из среднего класса, не смогли предложить беднякам ничего привлекательного, и их машины были недолговечны. Машины XX века, за редким исключением, принадлежали к Демократической партии, и с ней же ассоциировалось слово босс. Гарри Трумэн, сам демократ и выходец из политической машины Канзас-Сити, сказал по этому поводу: «В Демократической партии лидер — это босс. В республиканской — это [просто] лидер».

## Внутреннее устройство
В середине XIX века в США не было всеобщего избирательного права и общепринятых норм городского самоуправления — ни на федеральном уровне, ни на уровне штатов. Каждый город жил по собственным законам, распоряжениям и традициям. Лишь в 1875 году штат Миссури предпринял первую попытку гармонизировать городские уставы; к 1912 году городское самоуправление регулировалось в девяти из сорока восьми штатов. Несмотря на правовой хаос, все успешные политические машины строились по одной и той же модели. Каждая из машин являлась коммерческим предприятием, и потому её внутреннее устройство следовало наиболее эффективным для своего времени правилам, уже проверенным в обычных, коммерческих, корпорациях.

### Ирландские корни
В руководстве машин, в особенности машин Демократической партии, преобладали этнические ирландцы и их потомки. Ирландцы традиционно заправляли в Нью-Йорке, Бруклине, Буффало, Джерси-Сити, Сан-Франциско, а в XX веке — и в Канзас-Сити, Олбани, Питтсбурге и Чикаго. В Филадельфии низовые ирландские организации работали на машину англосаксов-республиканцев. В Бостоне, где доля ирландцев в населении (23 % в 1870 году) была самой большой, влияние боссов-ирландцев ограничивалось уровнем городских районов.
С течением времени, вплоть до Второй мировой войны, положение ирландцев усиливалось. С одной стороны, это объясняется стечением обстоятельств (ирландцы, иммигрировавшие в США в голодные 1840-е годы, опередили евреев и итальянцев), с другой — удачным союзом с Демократической партией, с третьей — национальным характером и обычаями ирландцев. Нью-йоркский Таммани-холл, по мнению Дэниэла Мойнихана, буквально воспроизводил патриархальный уклад ирландской деревни. В деревне, как писал Мойнихэн, каждый играл отведённую ему роль, следовал традиции, подчинялся старшим, и при этом твёрдо знал, что его положение в обществе рано или поздно улучшится. Оказавшись в Нью-Йорке, недавние селяне самоорганизовались и выстроили по привычному образцу многочисленную и многоярусную партийную бюрократию.
Другие крупные этнические группы — афроамериканцы, евреи, итальянцы и немцы — не имели и доли влияния ирландцев. Боссы-евреи и боссы-немцы были редкостью; боссы-итальянцы выдвинулись на первое место и сменили ирландцев лишь после второй мировой войны, когда система политических машин уже угасала. Боссы-афроамериканцы, распоряжавшиеся чёрными районами Питтсбурга и Чикаго, подчинялись ирландцам. Чернокожие лидеры национального масштаба в машинной политике не участвовали: они сделали ставку на массовые акции протеста и показательные коллективные иски. Взять власть в городах по ирландской модели афроамериканцы XX века не смогли.

### Боссы

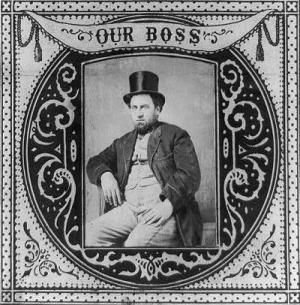
«Наш босс». Портрет Уильяма Твида на табачной упаковке, 1869

Всем машинам было свойственно единоначалие босса — основателя предприятия, сумевшего захватить и удержать монополию на власть. Коллегиальное управление и передача управления существующей политической структурой (как это происходило в Таммани-холл) была редкостью: обычно успешные машины строились с чистого листа, снизу вверх. Единоначалие босса было авторитарным, но не абсолютным: боссы всегда делегировали властные полномочия нижестоящим партийным функционерам и старались не вмешиваться в полномочия подчинённых. Реальная власть машины была рассредоточена между всеми уровнями управления. Как правило, боссы (в особенности в XIX веке) предпочитали оставаться в тени, не занимая официальных постов.
По мнению автора сборника биографий американских боссов Гарольда Цинка, «типичный» портрет босса составить невозможно. Существует лишь несколько общих, помимо ирландского происхождения, черт. Абсолютное большинство боссов — выходцы из бедных слоёв общества. Они получили лишь основы образования, рано занялись трудом и политической деятельностью, и долго шли к цели. Боссы начинали карьеру на низовом уровне городского района; одни местные боссы десятилетиями удерживали занятый плацдарм, другие объединялись в коалиции, а наиболее успешные лидеры подчиняли себе боссов-соседей и брали под контроль целые города. Подчинить своему влиянию целый штат смогли лишь единицы боссов XX века. Растиражированный в массовой культуре образ «своего парня» имеет мало общего с реальностью: успешные боссы были не популистами, а жёсткими администраторами-технократами.

### Партийный аппарат
Все машины имели разветвлённый, выстроенный снизу вверх аппарат. Его фундаментом была армия квартальных активистов (англ. runners или heelers), которой управляли участковые (англ. precinct captains) и районные (англ. ward captains) кураторы. В типичном нью-йоркском участке жили 400—600 избирателей (в XIX веке право голоса имели только мужчины), район состоял из примерно 30—40 участков, а численность аппарата Таммани-холл достигала 32 тысяч человек. Активисты ежедневно обходили свои кварталы, навещали жителей, внимательно выслушали их наказы и передавали их «наверх»; кураторы по возможности лично исполняли эти наказы. Плотная сеть позволяла машине обращаться не к массам, но каждому избирателю лично, и десятилетиями поддерживать его верность системе.
В XIX веке вербовка избирателей начиналась ещё на борту парохода: агенты Таммани-холл встречали новоприбывших ирландцев, сопровождали их через пограничный контроль, отводили на временные квартиры и немедленно начинали готовить документы на натурализацию. Во время выборных кампаний активисты машин обеспечивали явку городской бедноты на выборы и «вознаграждали» проголосовавших; если успех выборов был под угрозой, то они устраивали травлю конкурентов, карусели на избирательных участках, а иногда и прямой подлог бюллетеней и протоколов. Рядовые избиратели и сами охотно подыгрывали машинам, голосуя от имени «мёртвых душ». Долю фальсификаций на выборах XIX века установить сложно: часть историй о предвыборных аферах была сфабрикована протестантскими активистами, недовольными экспансией католиков-ирландцев.
Отношения между функционерами разных уровней были, по выражению Роберта Парка, «насквозь феодальными … отношениями личной лояльности, с одной стороны, и личного покровительства — с другой, а это и предполагается феодальными отношениями». Внутри машин насаждалась и соблюдалась строгая партийная дисциплина. Босс Бронкса Эдвард Флинн писал, что «было бы глупо считать, что политическая машина приводится в действие доброй волей участников, или, наоборот, их корыстными интересами. Это не только машина — это армия. И во всякой организации, как и в армии, должна быть дисциплина». С другой стороны, людей в машине связывали традиции, личные амбиции и искренняя верность системе. Костяк классической машины составляла тесно сплетённая сеть земляков-иммигрантов, для которых не существовало иных социальных лифтов — поэтому эти люди охотно принимали и соблюдали накладываемые машиной ограничения.

### Силовой аппарат
Ключевым условием выживания боссов и их машин был контроль над полицией. Захватив власть, боссы немедленно замещали руководство полиции своими людьми, а иногда и сами возглавляли её, и полностью подчиняли своей воле. Став частью машины, силовой аппарат начинал систематическое преследование оппозиции. Утверждённые машиной судьи запрещали проведение оппозиционных шествий, полиция беспричинно арестовывала лидеров оппозиции и лишала недружественных предпринимателей лицензий на ведение бизнеса.
Полиция и суды служили машинам источником постоянного дохода. В Нью-Йорке, Бостоне, Канзас-Сити, Филадельфии и Чикаго процветали различные схемы поборов с бизнеса в пользу машин. Альберт Эймс, четыре раза избиравшийся мэром Миннеаполиса, во время своего последнего и самого скандального срока пошёл ещё дальше — он заменил половину офицеров городской полиции и поручил им тотальное крышевание преступного мира города. Машины зарабатывали и прямой продажей полицейских и судейских должностей; в Нью-Йорке XIX века «входной билет» обходился кандидатам от 300 до 15000 долларов. Были распространены и «партийные взносы»: машины забирали до пяти процентов от заработной платы всех муниципальных рабочих и служащих.

### Клиентела
Круг этнических меньшинств, которым оказывали поддержку боссы-ирландцы — открытая, дискуссионная тема американской историографии. Согласно «теории радуги» Роберта Даля машины стремились равномерно распределять блага между всеми иммигрантскими диаспорами — тем самым они расширяли свой электорат и предотвращали усиление конкурентов. Обратная точка зрения утверждает, что машины привлекали ровно столько голосов, сколько было необходимо для гарантированной победы на выборах, поэтому реальные блага получали лишь немногие, избранные машиной сообщества. Машины, достигшие власти, не нуждались в новых сторонниках, да и не имели достаточно средств для активной скупки голосов.
По мнению Стивена Эри и Дэниэла Мойнихэна, машины были замкнутыми, этнически однородными сообществами ирландцев. Другие диаспоры (евреи, итальянцы, поляки …) получали представительство внутри машин лишь после долгой политической борьбы, и получили от машин лишь символическую поддержку. Положение масс ирландцев в XIX веке было немногим лучше: полноценные социальные программы и массовая занятость ирландцев на муниципальной службе — явления XX века. В XIX веке доля ирландцев среди муниципальных служащих примерно соответствовала их доле в городском населении, но в первую четверть XX века она непропорционально выросла. Например, в 1930 году ирландцы составляли более половины муниципальных служащих Нью-Йорка, притом что доля ирландцев в населении города снизилась до 8,8 %. Ирландцы занимали наиболее престижные места в мэрии, полиции и пожарной охране; «вторые по старшинству» евреи обычно служили школьными учителями, а итальянцам доставалась работа мусорщиков.
Столь же различны и оценки роли машин в судьбах ирландской диаспоры. Роберт Даль считал, что машины способствовали перемещению ирландцев из пролетариев в средний класс. Стивен Эри, напротив, утверждал, что покровительство машин сыграло против ирландской диаспоры США, задержав её развитие. Вертикальная мобильность избирателей была машинам невыгодна, поэтому машины культивировали в подшефных сообществах патриархальный дух верности системе и отказа от борьбы за собственные права. Городские ирландцы, принявшие эти правила игры, из поколения в поколения довольствовались стабильными, но скромно оплачиваемыми рядовыми должностями муниципальных рабочих и полицейских. Пробиться в средний класс они смогли лишь на открытом рынке труда, после краха системы машин — намного позже других этнических групп. История ирландской диаспоры подтвердила общее правило американской политики: приход к власти представителей тех или иных меньшинств не может, сам по себе, улучшить положение этих меньшинств в обществе.

## Эволюция машин в XX веке

### Эра прогрессивизма (1896—1928)

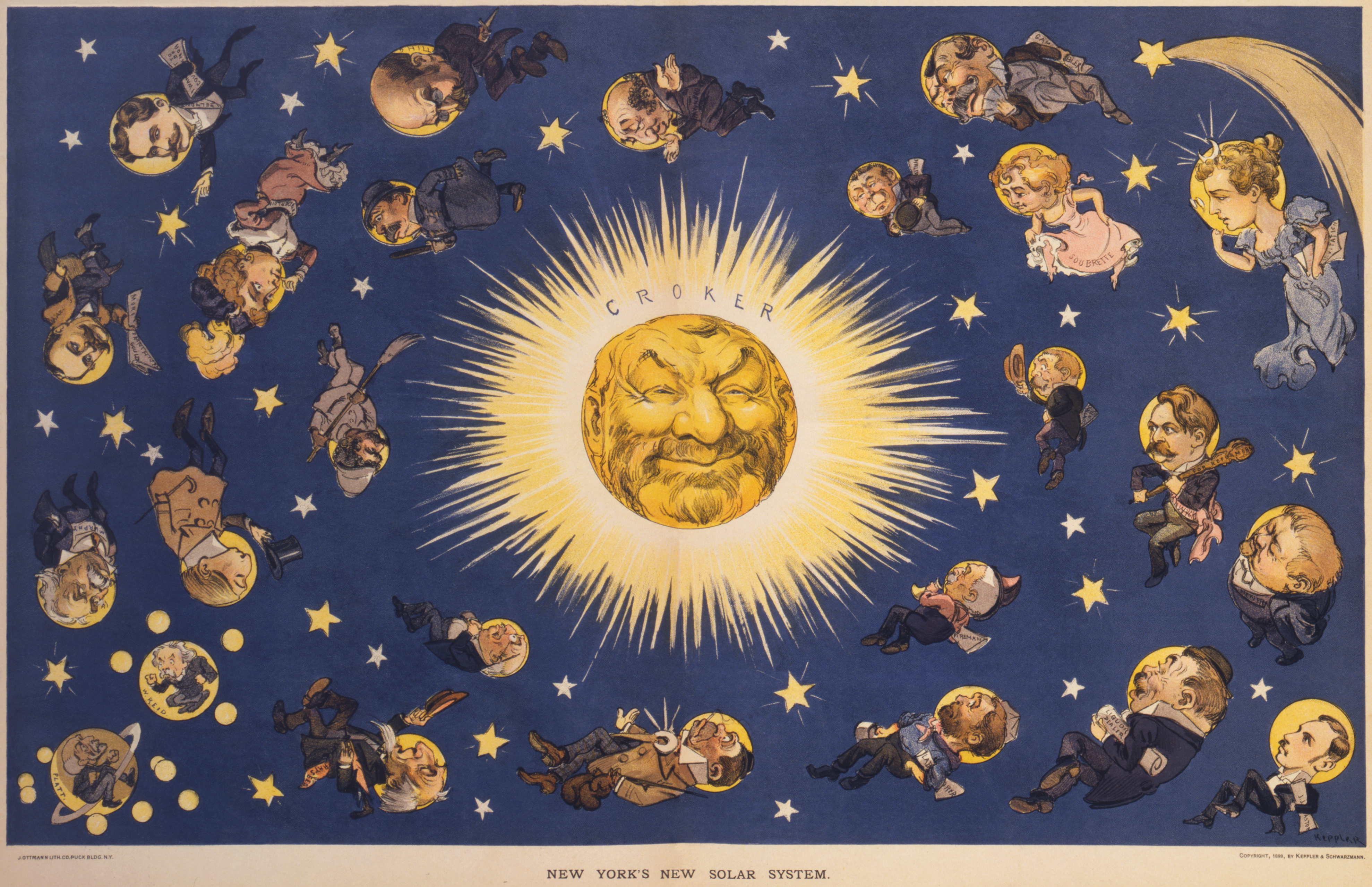
Босс Нью-Йорка Ричард Крокер и его «вселенная». Карикатура Удо Кепплера, 1898

В последнюю четверть XIX века политические машины, давно попавшие под прицел оппозиционной прессы, стали восприниматься средним классом США как абсолютное зло. В стране набрало силу внепартийное движение прогрессивистов, требовавшее реформы политического устройства и экономики; одной из неотложных целей прогрессивистов стало разрушение власти боссов и их машин. Ко времени избрания в президенты США первого прогрессивиста — Теодора Рузвельта — общественное мнение выступало однозначно против машин.
По инициативе прогрессивистов штаты законодательно ограничили влияние партий на исход выборов. Одни штаты запретили голосование по партийным спискам, другие лишили партии права на закрытые внутрипартийные выборы, потребовав проводить публичные, общедоступные праймериз. В 1884—1892 годы все штаты внедрили тайное голосование. В 1900—1912 годы более двухсот малых и средних городов отказались от прямых выборов мэров в пользу комиссионной формы управления (которая на практике также была подвержена коррупции). В 1908—1912 годы штат Орегон принял пакет реформ, включавший прямые выборы в Сенат США, право граждан на прямую законодательную инициативу, референдум и отзыв избранных депутатов и должностных лиц. Вскоре на «орегонскую систему» перешли Айдахо, Вашингтон и Висконсин; к концу XX века прямая демократия в разных формах действовала в 23 штатах США, преимущественно на западе страны.
Уже к 1896 году три из четырёх крупнейших машин США утратили влияние, уступив реформаторам-прогрессивистам. Четвёртая и крупнейшая — Таммани-холл — напротив, усилилась. Боссы-ирландцы Ричард Крокер и Чарльз Мёрфи, возглавлявшие Таммани-холл с 1886 по 1924 годы, окончательно консолидировали власть машины над городом. За исключением неудачных выборов 1901 и 1913 годов, Таммани-холл систематически добивался избрания своих кандидатов в мэры города. В 1911 году Таммани-холл провёл на пост губернатора штата Джона Дикса, в 1913 году добился импичмента недружественного губернатора Уильяма Салзера, а выходец из Таммани-холл Эл Смит не только прослужил восемь лет губернатором штата, но и выдвигался кандидатом в президенты США на выборах 1928 года.
К этому времени Таммани-холл благополучно переродился в машину нового, второго, поколения; подобные ей организации возникли «с чистого листа» в Питтсбурге и Олбани. Машины нового типа заметно отличались от классических своей замкнутостью. Они управляли значительными финансовыми потоками государственных социальных программ. Они могли беспрепятственно повышать налоги на недвижимость, не опасаясь реакции горожан-домовладельцев (их доля в городском населении последовательно уменьшалась из-за оттока среднего класса в пригороды). С появлением новых источников дохода машины более не нуждались в притоке новых избирателей-иммигрантов; напротив, они активно оборонялись от натиска «новых» иммигрантов — прежде всего евреев и итальянцев.

### Великая депрессия и «новый курс» Рузвельта (1930-е годы)
Правление Франклина Рузвельта (1933—1945 годы) стало последним успехом политических машин и одновременно началом их заката. Обнищание населения во время Великой депрессии увеличило потенциальный электорат Демократической партии и её политических машин; в 1932 году, в разгар кризиса, демократ Рузвельт победил на президентских выборах с рекордным на то время результатом в 22,8 млн голосов. В рамках «нового курса» правительство начало финансирование социальных программ и крупных проектов инфраструктурного строительства. Машины всячески поддерживали законопроекты «нового курса», а Вашингтон предоставлял «машинным» городам и штатам режим наибольшего благоприятствования — например, в штате Теннесси развернулся мегапроект переустройства долины реки Теннесси. В числе местных администраторов федеральных программ неизбежно оказывались функционеры политических машин; Рузвельт и его администрация мирились с коррупцией до тех пор, пока она приносила демократам политические выгоды. Вашингтонское Управление общественных работ, по мнению Роберта Маккормика, само по себе превратилось в машину национального масштаба. За три года (1935—1938) федеральное правительство, писал Маккормик, закачало в Управление пять миллиардов долларов и дало работу трём миллионам человек, с единственной целью — принести голоса демократам.
По мере восстановления экономики социальная база машин начала сжиматься, и машины начали необратимо терять политический вес. За восемь лет, 1928—1936, население крупнейших городов США удвоилось, но боссы-ирландцы не сумели привлечь на свою сторону новых горожан — иммигрантов из стран южной и восточной Европы. Федеральное правительство ввело в действие неподконтрольную машинам программу социального обеспечения, и дало новые права профсоюзам; под их давлением корпорации стали предоставлять рабочим негосударственные пенсии и медицинское страхование. Потеряв монополию на социальную поддержку бедноты, машины сосредоточились на градостроительных и инфраструктурных программах. Пока власть в Вашингтоне принадлежала демократам, города получали под них щедрое федеральное финансирование, но с приходом к власти республиканцев и этот источник иссяк.

### Машины Юга США
В конце 1930-х годов власть сильных авторитарных машин ограничивалась немногими крупными городами Севера и штатами Юга. Большинство городов Юга по-прежнему управлялось «старыми» торговыми и плантаторскими элитами. Лишь несколько городов (Бирмингем, Мемфис, Новый Орлеан и Ричмонд) пережили массовую иммиграцию или индустриализацию; сочетание этих явлений, обусловившее возникновение политических машин в города Севера, на Юге не встречалось. В XX веке здесь возникло лишь несколько политических машин, опиравшихся не на иммигрантов, но на местные деловые элиты и личные связи основателей.
Демократ из Теннесси Эдвард Крамп, начавший политическую карьеру в 1902 году, к 1910 году выстроил мощную политическую машину и занял пост мэра Мемфиса. Крамп поддерживал афроамериканцев, ставших его верными избирателями, и сумел заметно снизить преступность в городе. В отличие от боссов прежней формации он искренне стремился к честному, прозрачному и эффективному управлению городскими финансами. В 1930—1948 годы Крамп был безоговорочным, единоличным лидером всего штата; на местных и федеральных выборах в Мемфисе и восточном Теннесии его выдвиженцы собирали до 85 % голосов избирателей. Власть и популярность Крампа достигли пика в 1940 году, когда он стал одним из главных спонсоров выдвижения Франклина Рузвельта на третий президентский срок. В сельскохозяйственных округах восточного Теннесси сложились местные, союзные Крампу политические машины, принципиально отличавшиеся от классических городских. Боссы сельскохозяйственных округов («по совместительству» служившие шерифами и непосредственно контролировавшие полицию) не могли опираться на поддержку недавних иммигрантов (в сельскохозяйственных округах их просто не было) или афроамериканцев (их доля не превышала нескольких процентов). Вместо покупки голосов боссы сделали ставку исключительно на насилие и подтасовку выборов.
Совершенно иначе пришёл к власти босс Виргинии Гарри Бёрд — консерватор, сын и племянник двух лидеров старой элиты штата, брат авиатора Ричарда Бёрда. Быстро пройдя промежуточные ступени административной лестницы, в 1922 году тридцатипятилетний Бёрд принял управление «семейным предприятием» и в 1926 был избран губернатором штата. Костяк «Организации Бёрда» составили отобранные боссом чиновники окружного уровня. В отличие от Крампа, поддерживавшего афроамериканцев, и Таммани-холл, боровшегося за предоставление женщинам права голоса, Бёрд систематически отказывал тем и другим в праве избирать: в Виргинии они считались «ненадёжным» электоратом. Оставив губернаторский пост, Бёрд в течение 32 лет служил сенатором США от Виргинии, сохраняя негласный контроль над выборами и назначениями в штате. В роли сенатора Бёрд отличился исключительной способностью выбивать для штата деньги из федерального бюджета, что помогло Виргинии пережить Великую депрессию. Власть «Организации Бёрда» прервалась лишь со смертью босса в 1966 году.

### Машина Ричарда Дэйли (1953—1976)
Последняя из крупных машин США — самая авторитарная, самая эффективная и, вероятно, самая коррумпированная в XX веке — правила в Чикаго. Босс Ричард Дэйли шёл к власти с 1930-х годов; ключевой пост главы городского комитета Демократической партии он занял в 1954 году, а с 1955 года до своей смерти в 1976 году он служил мэром Чикаго. Дэйли, выходец из рода ирландских католиков, на время возродил классическую политическую машину XIX века, дополненную современными технологиями. Он контролировал армию из примерно 3400 квартальных активистов Демократической партии и не менее 40 тысяч муниципальных служащих, отобранных по принципу личной преданности. Нелояльность боссу немедленно наказывалась. Под его покровительством выросло целое поколение губернаторов, конгрессменов и сенаторов, лично обязанных Дэйли своими карьерами.
Политические взгляды Дэйли были глубоко консервативны; он был негласным сторонником сегрегации афроамериканцев и открытым оппонентом общественных движений за гражданские права и федеральной программы «войны c бедностью» (схема её финансирования, предложенная президентом Джонсоном, отстраняла политические машины от финансовых потоков). Дэйли хватило мудрости не вступать в открытую конфронтацию с жившим в Чикаго Мартином Лютером Кингом, но выступления против войны во Вьетнаме он подавлял предельно жёстко. Градостроительные программы Дэйли были направлены на изоляцию чернокожего населения в замкнутых районах, за что чернокожие прозвали мэра фараоном. Его политика помогла сохранить благополучные, традиционно белые, районы Чикаго ценой концентрации преступности в перенаселённых гетто.

### Распад системы машин
Первые признаки распада системы машин проявились в 1932—1933 годы в Нью-Йорке: кандидат в президенты США от Таммани-холл потерпел поражение на внутрипартийных выборах, а затем некогда всесильная машина уступила лидерство новому мэру города, республиканцу Фьорелло Ла Гуардиа. Ла Гуардиа, сын еврейки и итальянца, пользовался безоговорочной поддержкой итальянской и отчасти еврейской диаспор, а за четыре первых года во власти завоевал симпатии афроамериканцев, пуэрториканцев и старой англосаксонской элиты. Ирландцы Манхэттена, традиционный электорат Таммани-холл, оказались в абсолютном меньшинстве (к 1937 году они вдвое уступали в численности итальянцам), а сам Манхэттен уступил в численности и в политическом весе Бруклину и Бронксу. Сенатор-демократ Роберт Вагнер и боссы Бруклина и Бронкса перешли на сторону мэра, а Рузвельт добил Таммани-холл, передав администрирование федеральных программ в руки Ла Гуардиа и Эдварда Флинна. К 1943 году лишившаяся избирателей и доходов машина навсегда утратила влияние.
За время Второй мировой войны и послевоенного подъёма благосостояние горожан выросло. Массы бывших бедняков переместились в средний класс, значительная часть электората машин навсегда бежала из городов, а те, кто остались в городе, более не нуждались в опеке партийных структур. Пролетарии-ирландцы, став домовладельцами, требовали и добивались снижения налога на имущество, подрывая финансовый фундамент машин. В города устремились массы афроамериканцев и латиноамериканцев, но средств на скупку их голосов у машин не было. В результате усилились позиции политиков-реформаторов — недругов городских машин.
В 1939 году по инициативе губернатора Миссури Ллойда Старка был отстранён от власти босс Канзас-Сити Том Пендергаст — политический покровитель Гарри Трумэна. Рузвельт отказал Пендергасту в поддержке, а Трумэн в одиночку не смог защитить босса. Пендергаст был осуждён на год тюрьмы за налоговые махинации; за время заключения его машина прекратила существование. В 1940—1944 годы губернатор Луизианы Сэм Джонс последовательно уничтожил машину своих предшественников — братьев Хьюи и Эрла Лонгов. В 1946 году граждане округа Мак-Минн, столкнувшиеся с фальсификацией местных выборов, подняли вооружённый мятеж и принудили босса Пола Кантрелла к бегству. В 1948 году покровительствовавший Кантреллу босс Крамп потерпел первое поражение на выборах; в 1949 году утратил абсолютную власть босс Джерси-Сити Фрэнк Хейг, правивший городом с 1917 года. В 1954 году власти Алабамы разгромили криминальную машину города Финикс-Сити.
К началу 1960-х годов большинство городских машин утратили власть и угасли; попытка нового поколения боссов-итальянцев возродить машины Нью-Йорка и Джерси-сити провалилась. Власть машин удержалась лишь в Олбани, Питтсбурге и Чикаго. Благодаря гибкой политике боссы этих городов имели поддержку и среднего класса, и новой бедноты — афроамериканцев и латиноамериканцев. Расцвет этих трёх машин пришёлся на 1960-е годы, но затем угасли и они. В каждом из трёх случаев началом конца стала смерть босса — основателя машины, а последним ударом — сокращение федеральных социальных программ при президенте Рейгане. Чикагская машина проиграла в жёсткой борьбе афроамериканцу Гарольду Вашингтону, машины Олбани и Питтсбурга сдались без боя.

## Историческая роль
Политические машины сыграли уникальную, масштабную роль в политическом развитии США. Они стали переходным этапом, своего рода мостом между патриархальной, олигархической республикой плантаторов и купцов XVIII века и ещё не наступившей эпохой модерна. Её важнейшие признаки — всеобщее избирательное право и состязательные выборы — ещё не стали нормой; массы бедняков-иммигрантов, лишённых влияния на традиционную систему власти, нашли рычаги такого влияния в политических машинах.
Машины помогли иммигрантам ассимилироваться в американском обществе, мобилизовали их на выборы и сместили с вершины власти старую элиту, представлявшую интересы высших классов. Машины изменили смысл выборной демократии: их избиратели голосовали не за абстрактные классовые идеи, а за конкретные, осязаемые выгоды. В свою очередь, и представители машин во власти были обязаны удовлетворять, и по возможности удовлетворяли, конкретные ожидания своих избирателей. Боссы машин оказались сильнее и дальновиднее и старой элиты, и реформаторов-прогрессивистов начала XX века. Критик машин Уолтер Липпманн признал в 1914 году: «Босса невозможно победить в рамках реформаторских условностей… Я хорошо знаю об откатах, взяточничестве, шантаже, о союзах Таммани-холл с преступным миром и большим бизнесом. И всё же я считаю, что Таммани-холл лучше понимает нужды людей, и намного ближе к идеалу городского самоуправления, чем любая схема [реформаторов-идеалистов]…».
Машины активно формировали городскую среду и инфраструктуру, и долгое время были главной движущей силой модернизации больших городов. Частные и государственные проекты модернизации, в свою очередь, подпитывали машины финансово, создавали новые рабочие места и тем самым увеличивали электорат машин.
По мнению Роберта Парка, именно в борьбе с машинами XIX века возникла и встала на ноги независимая пресса США. «Когда в условиях крупных городов из нужд партийной политики выросла … политическая машина, некоторые из наиболее независимых газет взбунтовались. Так родилась независимая пресса. Именно … The New York Times первой подвергла критике и в конце концов сокрушила руками карикатуриста Томаса Наста … первую и самую возмутительную из машин [твидовский Таммани-холл] … За этим последовало повальное избавление газет — особенно городских, в отличие от сельских, — от господства партий. Партийная лояльность перестала быть добродетелью».
Машинная политика действует в США и после угасания классических политических машин. Организации, по традиции именуемые политическими машинами (например, чикагская организация мэра Ричарда Дэйли-младшего), более не зависят от масс управляемых муниципальных служащих: вместо них машины поддерживает частный бизнес, вознаграждаемый за поддержку выгодными контрактами. Политики XXI века более не обращаются к избирателю лично, но используют посредника — средства массовой информации; рекламные бюджеты выборных кампаний год от года растут, и вместе с ними растёт зависимость политиков от поддержки бизнеса.

### Энциклопедии и энциклопедические словари
- Carrion, J. F. Clientelistic Parties in Latin America // The Encyclopedia of Political Science / G. T. Kurian, editor-in-chief. — CQ Press / Sage, 2011. — P. 254—255. — ISBN 9781933116440.
- Joy M. S. Battle of Athens // Revolts, Protests, Demonstrations, and Rebellions in American History: An Encyclopedia, Volume 1. — ABC-CLIO, 2011. — P. 882—889. — ISBN 9781598842210.
- Kirsch D. T. Machine politics, Crump // Encyclopedia of American Political Parties and Elections / ed. L. J. Sabato, H. R. Ernst. — Infobase Publishing, 2014. — P. 209. — ISBN 9781438109947.
- Krebs, T. Machine Politics // Political Encyclopedia of U.S. States and Regions / ed. D. P. Haider-Markel. — CQ Press, 2012. — P. 861-864. — (Gale virtual reference library). — ISBN 9781452267357.
- Lupoli J. B. Machine politics, Byrd // Encyclopedia of American Political Parties and Elections / ed. L. J. Sabato, H. R. Ernst. — Infobase Publishing, 2014. — P. 208—209. — ISBN 9781438109947.
- Pasotti E. Machine politics // The Encyclopedia of Political Science / G. T. Kurian, editor-in-chief. — CQ Press / Sage, 2011. — P. 987—988. — ISBN 9781933116440.
- Pederson W. D. The FDR Years. Facts on File library of American history. — Infobase Publishing, 2009. — (Presidential Profiles Series). — ISBN 9780816074600.
- Rayan, J. A. Machine politics, Daley // Encyclopedia of American Political Parties and Elections / ed. L. J. Sabato, H. R. Ernst. — Infobase Publishing, 2014. — P. 209—210. — ISBN 9781438109947.
- Rayan, J. A. Machine politics, Tammany Hall // Encyclopedia of American Political Parties and Elections / ed. L. J. Sabato, H. R. Ernst. — Infobase Publishing, 2014. — P. 210—211. — ISBN 9781438109947.
- Safire W. Machine Politics // Safire’s Political Dictionary. — Oxford University Press, 2008. — P. 406. — ISBN 9780195343342.
- Simon R. D. Urban Bosses // Encyclopedia of U.S. Political History / ed. A. Robinson. — Sage, 2010. — P. 373—378. — ISBN 9780872893207.
- Simon R. D. Tweed, William // Encyclopedia of U.S. Political History / ed. A. Robinson. — Sage, 2010. — P. 363—366. — ISBN 9780872893207.
- Simon R. D. Works Progress Administration // Encyclopedia of U.S. Political History / ed. A. Robinson. — Sage, 2010. — P. 415—418. — ISBN 9780872893207.
- Swanstrom, T. Machine Politics and Political Bosses // Encyclopedia of U.S. campaigns, elections, and electoral behavior: A-M, Volume 1 / ed. K. F. Warren. — Sage, 2008. — P. 385—388. — ISBN 9781412954891.
- Sylvester D. S. Machine politics // Encyclopedia of American Political Parties and Elections / ed. L. J. Sabato, H. R. Ernst. — Infobase Publishing, 2014. — P. 207—208. — ISBN 9781438109947.

### Обзорные монографии и статьи
- Erie S. Rainbow's End: Irish-Americans and the Dilemmas of Urban Machine Politics, 1840-1985. — University of California Press, 1990. — (California Series on Social Choice and Political Economy). — ISBN 9780520910621.
- Klein M. The Genesis of Industrial America, 1870–1920. — Cambridge University Press, 2007. — P. 164—173. — (Cambridge Essential Histories). — ISBN 9781139465984.
- Krase, J. and LaCerra, C. Ethnicity and Machine Politics. — University Press of America, 1991. — ISBN 9780819182364.
- Mayhew D. Placing Parties in American Politics: Organization, Electoral Settings, and Government Activity in the Twentieth Century. — Princeton University Press, 2014. — P. 111—112. — ISBN 9781400854523.
- Merton, R. K. Manifest and Latent Functions // Social Theory and Social Structure. — Simon and Schuster, 1968. — P. 125-135. — ISBN 9780029211304.
- Монкконен, Эрик[англ.]. America Becomes Urban: The Development of U.S. Cities & Towns, 1780-1980. — University of California Press, 1988. — ISBN 9780520069725.
- Reid J. D. and Kurth M. M. The Rise and Fall of Urban Political Patronage Machines // Strategic Factors in Nineteenth Century American Economic History: A Volume to Honor Robert W. Fogel. — 1992. — P. 427-445. — (Conference Date: March 1-3, 1991). — ISBN 0-226-30112-5.
- Waldman, M. The Fight to Vote. — Simon and Schuster, 2017. — P. 75—76. — ISBN 9781501116490.

### Монографии и статьи по истории городов, регионов, биографии политиков
- Byrum C. S. McMinn County. — Memphis State University Press, 1984. — Вып. 54. — P. 114—117. — (Tennessee county history series). — ISBN 0878701761.
- Cohen, A. and Taylor, E. American Pharaoh: Mayor Richard J. Daley - His Battle for Chicago and the Nation. — Hachette UK, 2001. — Prologue. — P. 2—5. — ISBN 9780759524279.
- Cole, D. B. Martin van Buren and the American Political System. — Princeton University Press, 2014. — P. 95—96. — (Princeton Legacy Library). — ISBN 9781400853618. (репринт издания 1984 года)
- Gelman V. Subnational Authoritarianism in Russia // Presidents, Oligarchs and Bureaucrats: Forms of Rule in the Post-Soviet Space. — Routledge, 2016. — ISBN 9781317076087.
- Golway, T. Machine Made: Tammany Hall and the Creation of Modern American Politics. — W. W. Norton, 2014. — P. 290—295. — ISBN 9780871403759.
- Moynihan D. The Irish // Beyond the melting pot; the Negroes, Puerto Ricans, Jews, Italians, and Irish of New York City / By N. Glazer and D. P. Moynihan. — M.I.T. Press, 1963. — P. 219—226.
- Smith R. N. An Evil Day in Georgia: The Killing of Coleman Osborn and the Death Penalty in the Progressive-Era South. — University of Tennessee Press, 2015. — P. 37—40. — ISBN 9781621900948.